# Marlene Auer
Marlene Auer (* Mai 1987 in Graz) ist eine österreichische Journalistin. Seit März 2019 ist sie Chefredakteurin der KURIER-freizeit, des Samstagsmagazins der Tageszeitung KURIER.

## Leben und Karriere
Auer wuchs in der Nähe von Graz auf, ging am Bundesgymnasium Stift Rein zur Schule. Bereits in ihrer Schulzeit moderierte Auer Veranstaltungen für Kinder sowie eine Fernsehsendung für Jugendliche, die auf den Privatsendern "Steiermark 1" und "Mema TV" ausgestrahlt wurde. In ihren Sommerferien absolvierte sie Praktika, unter anderem bei Kronehit im Studio Graz.
Nach der Matura begann sie bei der regionalen Wochenzeitung der neue Grazer zu schreiben, nach rund zwei Jahren wechselte sie zur Tageszeitung Heute nach Wien. Dort schrieb sie in erster Linie für das Ressort Chronik, nachgereiht auch für Wirtschaft und Innenpolitik. Im Jahr 2009 wechselte Auer zum Bohmann Verlag, schrieb dort für die Zeitung der Stadt Wien, die 14-täglich an mehr als eine Million Wiener Haushalte versendet wurde, und war Chefin vom Dienst für zwei Spezial-Magazine, die sich um Gesundheit drehten. Nach zwei Jahren wechselte Auer ins Wiener Rathaus und arbeitete als Pressesprecherin der Stadträtin Ulrike Sima. Das sei "rein rational sehr spannend gewesen", sagt Auer in einem Interview, doch ihr Herz würde für den Journalismus schlagen.
So kehrte sie im September 2012 in diesen zurück und heuerte bei Falstaff an, zunächst als Chefin vom Dienst, kurz danach wurde sie zur stellvertretenden Chefredakteurin ernannt. Im Juni 2013 trat Auer im Alter von 26 Jahren ihre erste Chefredakteursfunktion an, als der Herausgeber Wolfgang Rosam das Führungsteam neu ausrichtete und eine Doppelspitze installierte. Auer verantwortete die Stammausgabe in Österreich, sowie die redaktionelle Entwicklung des Mediums in Deutschland und die Expansion in die Schweiz. In ihrer Zeit bei Falstaff entstanden außerdem neue Verlagsprodukte.
Per November 2015 wechselte Auer zum Manstein Verlag und wurde zur Chefredakteurin von "Horizont" bestellt, leitete dort die Wochenzeitung, die als eines der führenden Branchenmedien für Medien, Marketing und Agenturen in Österreich gilt. Auch die Wirtschaftsmagazine "bestseller" und "profil.besteller" sowie das Digitalmagazin "update" fielen in Auers Verantwortungsbereich, ebenso wie die redaktionelle Leitung der "Österreichischen Medientage", der größte Fachkongress für Medien in Österreich. 2018 wurde ihr von den Eigentümern, dem Deutschen Fachverlag mit Sitz in Frankfurt am Main, zusätzlich die Rolle der Herausgeberin übertragen.
Im Jänner 2019 wurde bekannt, dass Auer zum Kurier wechselt und dort die Chefredaktion der freizeit übernimmt. Das Samstagsmagazin wurde 1988 gegründet und wird zusammen mit der Samstagsausgabe der Tageszeitung des Kurier vertrieben. Nach der Weiterentwicklung des Magazins wurden vom European Newspaper Congress zwei Awards of Excellence an die "freizeit" verliehen. Von Oktober 2019 bis Ende 2020 hatte Auer zusätzlich die Ressortleitung der "Lebensart" inne, zu der auch die Bereiche Gesundheit und Wissenschaft zählen, bevor sie sich dem Aufbau der Digitalplattform freizeit.at widmete. Das Portal wurde im Herbst 2021 gelauncht, und bei der Verleihung des European Digital Publishing Awards 2022 als einziges österreichisches Medium ausgezeichnet.
Auer ist darüber hinaus ehrenamtlich als Beirätin für den Österreichischen Journalistinnenkongress tätig, der von der ehemaligen Bundesministerin Maria Rauch-Kallat initiiert wurde.

## Ausbildung
Auer absolvierte Ausbildungen im Bereich der Rhetorik, Moderation und Kommunikation. Berufsbegleitend studierte sie Qualitätsjournalismus an der Donau-Universität Krems.

## Auszeichnungen
- Zwei Awards of Excellence, European Newspaper Awards, 2021; für das Kurier-Freizeit-Printmagazin
- European Digital Publishing Awards, 2022; für freizeit.at